# USA 224
USA 224 – amerykański optyczny satelita rozpoznawczy. Szósty statek serii KeyHole-12 IMPROVED CRYSTAL.